# Dwadzieścia tysięcy mil podmorskiej żeglugi
Dwadzieścia tysięcy mil podmorskiej żeglugi (inne wersje tytułów polskich przekładów: Dwadzieścia tysięcy mil podmorskiej żeglugi około świata, 20 000 mil podmorskiej żeglugi) (fr. Vingt mille lieues sous les mers, 1869-1870) – powieść przygodowa  i fantastyczno-naukowa Juliusza Verne’a. Warto zwrócić uwagę, że w tytule jednostką długości jest lieue (domyślnie: lieu marine – liga morska, w odróżnieniu od ligi lądowej we francuskim także lieue) równa trzem milom morskim (5556 metrów), zatem tytuł francuski de facto mówi o trzykrotnie dłuższym dystansie niż jego polska wersja.  	
Jest to druga część tak zwanej dużej trylogii Juliusza Verne’a (Dzieci kapitana Granta, Dwadzieścia tysięcy mil podmorskiej żeglugi, Tajemnicza wyspa).

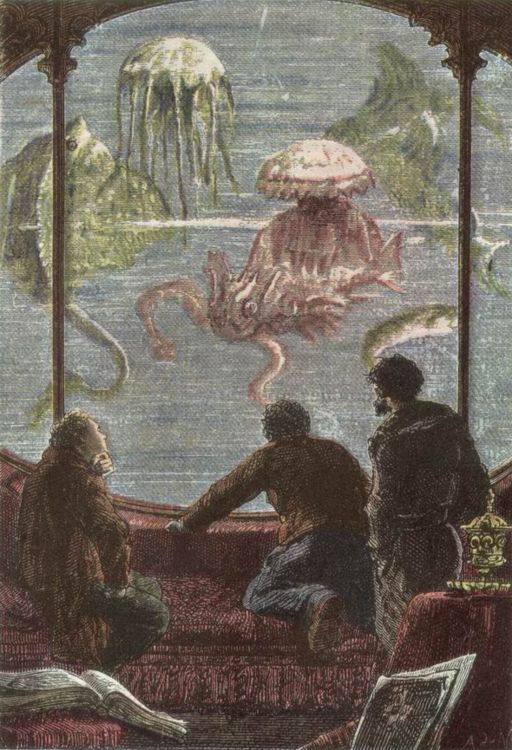
Kapitan Nemo i jego goście obserwują podwodny świat (jedna z oryginalnych ilustracji autorstwa Alphonse'a de Neuville'a).

Powieść (złożoną z dwóch tomów) wydał w Paryżu w swym wydawnictwie Pierre-Jules Hetzel w serii Niezwykłe podróże.
Pierwszy polski przekład pojawił się w odcinkach i w postaci książkowej w 1870.
W powieści opisano szczegóły życia pod wodą i techniczne środki do tego służące (łódź podwodna „Nautilus”). Akcja rozgrywa się w roku 1866, a główne postacie to tajemniczy kapitan Nemo, zoolog profesor Pierre Aronnax, oraz jego służący – Conseil i harpunnik Ned Land. Według rękopisu Verne’a, Nemo był Polakiem, powstańcem styczniowym zesłanym na Syberię, który po  powrocie pragnął pomścić śmierć rodziny wskutek rosyjskich represji po powstaniu styczniowym, zatapiając statki rosyjskiej floty handlowej. Wydawca Pierre-Jules Hetzel ze względu na dobro stosunków francusko-rosyjskich zasugerował mu jednak zmianę – w Tajemniczej wyspie kapitan okazuje się być Hindusem, księciem Dakkarem. Ostatecznie autor zmienił narodowość Nemo na hinduską, rozumiejąc, że liberalny rząd brytyjski nie będzie protestował. 
Akcja zaczyna się od pościgu za tajemniczym stworem zatapiającym brytyjskie okręty, uznawanym za wielkiego wieloryba. Profesor Aronnax oraz Conseil i Land biorą udział w nim na pokładzie amerykańskiej fregaty. Winowajcą zatonięć statków okazuje się być nie wieloryb, a okręt podwodny o nazwie Nautilus. Uszkadza on fregatę, a Aronnax z towarzyszami wpadają do wody i dostają się na jego pokład. Na jego pokładzie odbywają podróż zaczynającą się od wybrzeży Japonii, przez Hawaje, Cieśninę Torresa, Ocean Indyjski, aż do Morza Czerwonego. Przepływają stąd podwodnym tunelem do Morza Śródziemnego, gdzie Nemo dostarcza pieniędzy anty-osmańskim powstańcom. Następnie trasa wiedzie na Atlantyk, później na biegun południowy i z powrotem na Atlantyk. Na północnym Atlantyku Aronnax z towarzyszami uciekają z Nautilusa.     
O sympatiach politycznych Verne’a świadczy fakt, iż w kajucie kapitana znajdowały się portrety takich postaci jak: George Washington, Abraham Lincoln i Tadeusz Kościuszko. Mimo że autor starał się w powieści przedstawiać technologie zgodne z ówczesnym stanem wiedzy, to niektóre z pomysłów są z nią sprzeczne.   
Dokonano licznych adaptacji filmowych (fabularnych oraz animowanych) i radiowych tej powieści, z których najbardziej znana jest 20 000 mil podmorskiej żeglugi z 1954 roku.

## Adaptacje filmowe
- 20 000 mil podmorskiej żeglugi (film 1916) – reż. Stuart Paton
- 20 000 mil podmorskiej żeglugi (film 1954) – reż. Richard Fleischer
- 20 000 mil podmorskiej żeglugi – australijski film animowany z 1973 roku
- 20 000 mil podmorskiej żeglugi – australijski film animowany z 1985 roku
- 20 000 mil podmorskiej żeglugi (film 1997) – reż. Michael Anderson
- 20 000 mil podmorskiej żeglugi (film 2002) – reż. Scott Heming